# Europaspiele 2015/Wasserball
Bei den Europaspielen 2015 in Baku, Aserbaidschan wurden vom 12. bis 21. Juni 2015 zwei Wettbewerbe im Wasserball, jeweils einer für Frauen und Männer, ausgetragen. 

## Männer

### Vorrunde

#### Gruppe A
| Platz | Land       | S | G | U | V | Tore  | Diff | Punkte |
| ----- | ---------- | - | - | - | - | ----- | ---- | ------ |
| 1     | Italien    | 3 | 3 | 0 | 0 | 39:19 | +20  | 09     |
| 2     | Russland   | 3 | 2 | 0 | 1 | 42:22 | +20  | 06     |
| 3     | Frankreich | 3 | 1 | 0 | 2 | 23:29 | −06  | 03     |
| 4     | Ukraine    | 3 | 0 | 0 | 3 | 16:50 | −34  | 0      |

| Datum    | Ortszeit  | Begegnung | Begegnung | Begegnung  | Ergebnis |
| -------- | --------- | --------- | --------- | ---------- | -------- |
| 13. Juni | 15:00 Uhr | Russland  | -         | Ukraine    | 20:7     |
| 13. Juni | 16:45 Uhr | Italien   | -         | Frankreich | 12:5     |
| 14. Juni | 09:30 Uhr | Ukraine   | -         | Frankreich | 3:12     |
| 14. Juni | 20:30 Uhr | Italien   | -         | Russland   | 9:8      |
| 15. Juni | 13:00 Uhr | Italien   | -         | Ukraine    | 18:6     |
| 15. Juni | 16:45 Uhr | Russland  | -         | Frankreich | 14:6     |

#### Gruppe B
| Platz | Land          | S | G | U | V | Tore  | Diff | Punkte |
| ----- | ------------- | - | - | - | - | ----- | ---- | ------ |
| 1     | Ungarn        | 3 | 3 | 0 | 0 | 50:14 | +36  | 09     |
| 2     | Deutschland   | 3 | 2 | 0 | 1 | 35:21 | +14  | 06     |
| 3     | Rumänien      | 3 | 1 | 0 | 2 | 17:34 | −17  | 03     |
| 4     | Aserbaidschan | 3 | 0 | 0 | 3 | 16:49 | −33  | 0      |

| Datum    | Ortszeit  | Begegnung     | Begegnung | Begegnung     | Ergebnis |
| -------- | --------- | ------------- | --------- | ------------- | -------- |
| 13. Juni | 13:00 Uhr | Ungarn        | -         | Deutschland   | 9:8      |
| 13. Juni | 18:45 Uhr | Aserbaidschan | -         | Rumänien      | 6:9      |
| 14. Juni | 09:30 Uhr | Rumänien      | -         | Deutschland   | 5:10     |
| 14. Juni | 18:45 Uhr | Ungarn        | -         | Aserbaidschan | 23:3     |
| 15. Juni | 15:00 Uhr | Ungarn        | -         | Rumänien      | 18:3     |
| 15. Juni | 18:45 Uhr | Aserbaidschan | -         | Deutschland   | 7:17     |

#### Gruppe C
| Platz | Land         | S | G | U | V | Tore  | Diff | Punkte |
| ----- | ------------ | - | - | - | - | ----- | ---- | ------ |
| 1     | Kroatien     | 3 | 2 | 1 | 0 | 41:29 | +12  | 07     |
| 2     | Griechenland | 3 | 2 | 0 | 1 | 39:28 | +11  | 06     |
| 3     | Montenegro   | 3 | 1 | 1 | 1 | 34:33 | +01  | 04     |
| 4     | Türkei       | 3 | 0 | 0 | 3 | 15:39 | −24  | 0      |

| Datum    | Ortszeit  | Begegnung  | Begegnung | Begegnung    | Ergebnis |
| -------- | --------- | ---------- | --------- | ------------ | -------- |
| 13. Juni | 09:30 Uhr | Kroatien   | -         | Türkei       | 17:6     |
| 13. Juni | 20:30 Uhr | Montenegro | -         | Griechenland | 12:16    |
| 14. Juni | 11:15 Uhr | Türkei     | -         | Griechenland | 3:11     |
| 14. Juni | 15:00 Uhr | Montenegro | -         | Kroatien     | 11:11    |
| 15. Juni | 09:30 Uhr | Montenegro | -         | Türkei       | 11:6     |
| 15. Juni | 20:30 Uhr | Kroatien   | -         | Griechenland | 13:12    |

#### Gruppe D
| Platz | Land     | S | G | U | V | Tore  | Diff | Punkte |
| ----- | -------- | - | - | - | - | ----- | ---- | ------ |
| 1     | Spanien  | 3 | 3 | 0 | 0 | 46:22 | +24  | 09     |
| 2     | Serbien  | 3 | 2 | 0 | 1 | 41:18 | +23  | 06     |
| 3     | Slowakei | 3 | 1 | 0 | 2 | 29:36 | −07  | 03     |
| 4     | Malta    | 3 | 0 | 0 | 3 | 15:55 | −40  | 0      |

| Datum    | Ortszeit  | Begegnung | Begegnung | Begegnung | Ergebnis |
| -------- | --------- | --------- | --------- | --------- | -------- |
| 13. Juni | 09:30 Uhr | Spanien   | -         | Malta     | 22:4     |
| 13. Juni | 11:15 Uhr | Serbien   | -         | Slowakei  | 14:5     |
| 14. Juni | 13:00 Uhr | Malta     | -         | Slowakei  | 8:15     |
| 14. Juni | 16:45 Uhr | Serbien   | -         | Spanien   | 9:10     |
| 15. Juni | 09:30 Uhr | Serbien   | -         | Malta     | 18:3     |
| 15. Juni | 11:15 Uhr | Spanien   | -         | Slowakei  | 14:9     |

### Finalrunde
Qualifikation Platz 13–16
| Tag      | Zeit      | Begegnung             | Ergebnis |
| -------- | --------- | --------------------- | -------- |
| 16. Juni | 10:30 Uhr | Ukraine – Türkei      | 9:11     |
| 16. Juni | 12:15 Uhr | Aserbaidschan – Malta | 8:7      |

Spiel um Platz 15
| Tag      | Zeit      | Begegnung       | Ergebnis |
| -------- | --------- | --------------- | -------- |
| 17. Juni | 14:15 Uhr | Ukraine – Malta | 13:8     |

Spiel um Platz 13
| Tag      | Zeit      | Begegnung              | Ergebnis |
| -------- | --------- | ---------------------- | -------- |
| 17. Juni | 16:00 Uhr | Türkei – Aserbaidschan | 11:6     |

Qualifikation Platz 9–12
| Tag      | Zeit      | Begegnung             | Ergebnis |
| -------- | --------- | --------------------- | -------- |
| 17. Juni | 18:00 Uhr | Montenegro – Slowakei | 9:8      |
| 17. Juni | 19:45 Uhr | Frankreich – Rumänien | 7:5      |

Spiel um Platz 11
| Tag      | Zeit      | Begegnung           | Ergebnis |
| -------- | --------- | ------------------- | -------- |
| 19. Juni | 12:00 Uhr | Slowakei – Rumänien | 7:8      |

Spiel um Platz 9
| Tag      | Zeit      | Begegnung               | Ergebnis |
| -------- | --------- | ----------------------- | -------- |
| 19. Juni | 13:30 Uhr | Montenegro – Frankreich | 15:4     |

Qualifikation Platz 5–8
| Tag      | Zeit      | Begegnung              | Ergebnis |
| -------- | --------- | ---------------------- | -------- |
| 19. Juni | 15:00 Uhr | Russland – Deutschland | 16:9     |
| 19. Juni | 17:30 Uhr | Ungarn – Italien       | 10:11    |

Spiel um Platz 7
| Tag      | Zeit      | Begegnung            | Ergebnis |
| -------- | --------- | -------------------- | -------- |
| 21. Juni | 13:00 Uhr | Deutschland – Ungarn | 6:15     |

Spiel um Platz 5
| Tag      | Zeit      | Begegnung          | Ergebnis |
| -------- | --------- | ------------------ | -------- |
| 21. Juni | 14:30 Uhr | Russland – Italien | 6:11     |

Viertelfinale-Qualifikation
| Tag      | Zeit      | Begegnung                 | Ergebnis |
| -------- | --------- | ------------------------- | -------- |
| 16. Juni | 14:15 Uhr | Russland – Montenegro     | 11:8     |
| 16. Juni | 16:00 Uhr | Griechenland – Frankreich | 16:7     |
| 16. Juni | 18:00 Uhr | Deutschland – Slowakei    | 13:7     |
| 16. Juni | 19:45 Uhr | Serbien – Rumänien        | 8:2      |

Viertelfinale
| Tag      | Zeit      | Begegnung              | Ergebnis |
| -------- | --------- | ---------------------- | -------- |
| 17. Juni | 14:15 Uhr | Russland – Spanien     | 9:14     |
| 17. Juni | 16:00 Uhr | Kroatien – Deutschland | 18:12    |
| 17. Juni | 18:00 Uhr | Ungarn – Griechenland  | 13:15    |
| 17. Juni | 19:45 Uhr | Italien – Serbien      | 7:8      |

Halbfinale
| Tag      | Zeit      | Begegnung              | Ergebnis |
| -------- | --------- | ---------------------- | -------- |
| 19. Juni | 19:00 Uhr | Spanien – Kroatien     | 9:8      |
| 19. Juni | 20:30 Uhr | Griechenland – Serbien | 12:13    |

Spiel um Platz 3
| Tag      | Zeit      | Begegnung               | Ergebnis |
| -------- | --------- | ----------------------- | -------- |
| 21. Juni | 18:00 Uhr | Kroatien – Griechenland | 10:11    |

Finale
| Tag      | Zeit      | Begegnung         | Ergebnis |
| -------- | --------- | ----------------- | -------- |
| 21. Juni | 19:30 Uhr | Spanien – Serbien | 7:8      |

### Endergebnis
| Platz  | Land          | Tore  | Diff |
| ------ | ------------- | ----- | ---- |
| Gold   | Serbien       | 78:46 | +32  |
| Silber | Spanien       | 76:47 | +29  |
| Bronze | Griechenland  | 93:71 | +22  |
| 4      | Kroatien      | 77:51 | +26  |
| 5      | Italien       | 68:43 | +25  |
| 6      | Russland      | 84:64 | +20  |
| 7      | Ungarn        | 88:46 | +42  |
| 8      | Deutschland   | 75:77 | −02  |
| 9      | Montenegro    | 58:45 | +13  |
| 10     | Frankreich    | 34:49 | −15  |
| 11     | Rumänien      | 30:48 | −18  |
| 12     | Slowakei      | 44:53 | −09  |
| 13     | Türkei        | 37:54 | −17  |
| 14     | Aserbaidschan | 30:67 | −37  |
| 15     | Ukraine       | 38:69 | −31  |
| 16     | Malta         | 30:91 | −61  |

## Frauen

### Vorrunde

#### Gruppe A
| Platz | Land                   | S | G | U | V | Tore  | Diff | Punkte |
| ----- | ---------------------- | - | - | - | - | ----- | ---- | ------ |
| 1     | Griechenland           | 5 | 4 | 0 | 1 | 78:29 | +49  | 12     |
| 2     | Niederlande            | 5 | 4 | 0 | 1 | 86:34 | +52  | 12     |
| 3     | Ungarn                 | 5 | 4 | 0 | 1 | 80:35 | +45  | 12     |
| 4     | Deutschland            | 5 | 2 | 0 | 3 | 32:61 | −29  | 06     |
| 5     | Vereinigtes Königreich | 4 | 1 | 0 | 3 | 33:74 | −41  | 03     |
| 6     | Israel                 | 5 | 0 | 0 | 5 | 18:94 | −76  | 0      |

| Datum    | Ortszeit  | Begegnung              | Begegnung | Begegnung              | Ergebnis |
| -------- | --------- | ---------------------- | --------- | ---------------------- | -------- |
| 12. Juni | 12:00 Uhr | Niederlande            | -         | Israel                 | 29:1     |
| 12. Juni | 12:00 Uhr | Ungarn                 | -         | Deutschland            | 21:4     |
| 12. Juni | 13:45 Uhr | Griechenland           | -         | Vereinigtes Königreich | 20:2     |
| 13. Juni | 15:00 Uhr | Israel                 | -         | Ungarn                 | 3:23     |
| 13. Juni | 16:45 Uhr | Vereinigtes Königreich | -         | Deutschland            | 8:10     |
| 13. Juni | 20:30 Uhr | Griechenland           | -         | Niederlande            | 14:8     |
| 14. Juni | 11:15 Uhr | Deutschland            | -         | Israel                 | 10:1     |
| 14. Juni | 16:45 Uhr | Niederlande            | -         | Vereinigtes Königreich | 19:6     |
| 14. Juni | 20:30 Uhr | Ungarn                 | -         | Griechenland           | 11:10    |
| 15. Juni | 12:00 Uhr | Vereinigtes Königreich | -         | Israel                 | 13:9     |
| 15. Juni | 13:45 Uhr | Griechenland           | -         | Deutschland            | 15:4     |
| 15. Juni | 20:30 Uhr | Niederlande            | -         | Ungarn                 | 14:9     |
| 16. Juni | 10:30 Uhr | Griechenland           | -         | Israel                 | 19:4     |
| 16. Juni | 12:15 Uhr | Deutschland            | -         | Niederlande            | 4:16     |
| 16. Juni | 18:00 Uhr | Ungarn                 | -         | Vereinigtes Königreich | 16:4     |

#### Gruppe B
| Platz | Land       | S | G | U | V | Tore  | Diff | Punkte |
| ----- | ---------- | - | - | - | - | ----- | ---- | ------ |
| 1     | Russland   | 5 | 4 | 1 | 0 | 89:29 | +60  | 13     |
| 2     | Spanien    | 5 | 4 | 0 | 1 | 75:33 | +42  | 12     |
| 3     | Italien    | 5 | 3 | 1 | 1 | 76:37 | +39  | 10     |
| 4     | Slowakei   | 5 | 2 | 0 | 3 | 33:64 | −31  | 06     |
| 5     | Frankreich | 5 | 1 | 0 | 4 | 27:83 | −56  | 03     |
| 6     | Serbien    | 5 | 0 | 0 | 5 | 26:80 | −54  | 0      |

| Datum    | Ortszeit  | Begegnung  | Begegnung | Begegnung  | Ergebnis |
| -------- | --------- | ---------- | --------- | ---------- | -------- |
| 12. Juni | 13:45 Uhr | Spanien    | -         | Serbien    | 14:4     |
| 12. Juni | 15:30 Uhr | Russland   | -         | Slowakei   | 13:4     |
| 12. Juni | 15:30 Uhr | Italien    | -         | Frankreich | 22:5     |
| 13. Juni | 11:15 Uhr | Frankreich | -         | Russland   | 3:25     |
| 13. Juni | 13:00 Uhr | Serbien    | -         | Slowakei   | 8:9      |
| 13. Juni | 18:45 Uhr | Spanien    | -         | Italien    | 10:8     |
| 14. Juni | 13:00 Uhr | Italien    | -         | Serbien    | 17:4     |
| 14. Juni | 15:00 Uhr | Slowakei   | -         | Frankreich | 9:5      |
| 14. Juni | 18:45 Uhr | Russland   | -         | Spanien    | 12:8     |
| 15. Juni | 11:15 Uhr | Serbien    | -         | Frankreich | 7:9      |
| 15. Juni | 13:00 Uhr | Spanien    | -         | Slowakei   | 20:4     |
| 15. Juni | 18:45 Uhr | Italien    | -         | Russland   | 11:11    |
| 16. Juni | 14:15 Uhr | Slowakei   | -         | Italien    | 7:18     |
| 16. Juni | 16:00 Uhr | Russland   | -         | Serbien    | 28:3     |
| 16. Juni | 19:45 Uhr | Spanien    | -         | Frankreich | 20:5     |

### Finalrunde
Qualifikation Platz 7–12
| Tag      | Zeit      | Begegnung                        | Ergebnis |
| -------- | --------- | -------------------------------- | -------- |
| 17. Juni | 10:30 Uhr | Vereinigtes Königreich – Serbien | 3:11     |
| 17. Juni | 12:15 Uhr | Israel – Frankreich              | 9:11     |

Spiel um Platz 11
| Tag      | Zeit      | Begegnung                       | Ergebnis |
| -------- | --------- | ------------------------------- | -------- |
| 18. Juni | 13:00 Uhr | Vereinigtes Königreich – Israel | 10:5     |

Qualifikation Platz 7–10
| Tag      | Zeit      | Begegnung                | Ergebnis |
| -------- | --------- | ------------------------ | -------- |
| 18. Juni | 14:30 Uhr | Serbien – Slowakei       | 6:10     |
| 18. Juni | 17:00 Uhr | Frankreich – Deutschland | 8:10     |

Spiel um Platz 9
| Tag      | Zeit      | Begegnung            | Ergebnis |
| -------- | --------- | -------------------- | -------- |
| 20. Juni | 12:00 Uhr | Serbien – Frankreich | 7:3      |

Spiel um Platz 7
| Tag      | Zeit      | Begegnung              | Ergebnis |
| -------- | --------- | ---------------------- | -------- |
| 20. Juni | 13:30 Uhr | Slowakei – Deutschland | 11:13    |

Spiel um Platz 5
| Tag      | Zeit      | Begegnung            | Ergebnis |
| -------- | --------- | -------------------- | -------- |
| 20. Juni | 15:00 Uhr | Niederlande – Ungarn | 9:10     |

Halbfinale-Qualifikation
| Tag      | Zeit      | Begegnung             | Ergebnis |
| -------- | --------- | --------------------- | -------- |
| 17. Juni | 10:30 Uhr | Niederlande – Italien | 12:18    |
| 17. Juni | 12:15 Uhr | Ungarn – Spanien      | 5:8      |

Halbfinale
| Tag      | Zeit      | Begegnung              | Ergebnis |
| -------- | --------- | ---------------------- | -------- |
| 18. Juni | 18:30 Uhr | Italien – Russland     | 7:17     |
| 18. Juni | 20:00 Uhr | Griechenland – Spanien | 6:9      |

Spiel um Platz 3
| Tag      | Zeit      | Begegnung              | Ergebnis |
| -------- | --------- | ---------------------- | -------- |
| 20. Juni | 18:00 Uhr | Italien – Griechenland | 7:8      |

Finale
| Tag      | Zeit      | Begegnung          | Ergebnis |
| -------- | --------- | ------------------ | -------- |
| 20. Juni | 19:30 Uhr | Russland – Spanien | 17:16    |

### Endergebnis
| Platz  | Land                   | Tore    | Diff |
| ------ | ---------------------- | ------- | ---- |
| Gold   | Russland               | 123:052 | +71  |
| Silber | Spanien                | 108:061 | +47  |
| Bronze | Griechenland           | 092:045 | +47  |
| 4      | Italien                | 108:074 | +34  |
| 5      | Ungarn                 | 095:052 | +43  |
| 6      | Niederlande            | 107:062 | +45  |
| 7      | Deutschland            | 055:080 | −25  |
| 8      | Slowakei               | 054:083 | −29  |
| 9      | Serbien                | 039:093 | −54  |
| 10     | Frankreich             | 046:102 | −56  |
| 11     | Vereinigtes Königreich | 046:090 | −44  |
| 12     | Israel                 | 032:115 | −83  |

## Medaillenspiegel
| Rang   | Land         | Gold | Silber | Bronze | Gesamt |
| ------ | ------------ | ---- | ------ | ------ | ------ |
| 1      | Russland     | 1    | 0      | 0      | 1      |
| 1      | Serbien      | 1    | 0      | 0      | 1      |
| 3      | Spanien      | 0    | 2      | 0      | 2      |
| 4      | Griechenland | 0    | 0      | 2      | 2      |
| Gesamt | Gesamt       | 2    | 2      | 2      | 6      |